# 中村和宏
中村 和宏（なかむら かずひろ、1967年 - ）は、日本の作曲家、編曲家。大阪府出身。バンダイナムコゲームス、MONACAを経て、現在はフリーランスとして活動している。

## 概要
5、6歳の頃より母親からピアノを習う。最初に興味を持った音楽は古典派音楽で、その影響から映画音楽に親しんでいたが、14、15歳頃からはビートルズやローリング・ストーンズといったロックを聴くようになる。14歳の頃より作曲を始めたが、ピアノでオリジナル曲を作る程度であり、高校生の頃からバンド向けの本格的な作曲を始めた。大学時代はフュージョンのサークルに所属して音楽活動を行っていた。
大学4年の頃、読んでいた音響雑誌『サウンド&レコーディング・マガジン』にゲーム会社が音楽制作のスタッフ募集を行っていたことをきっかけに、そのうち何社かへ応募。1993年、返事が得られた会社のうちの一つであったバンダイナムコゲームスに就職した。
最初の仕事はナムコが当時運営していたテーマパーク「ナムコ・ワンダーエッグ」のBGM編曲であった。2年目にゲーム音楽としては初の仕事であるエレメカ「モスキートアタック」の楽曲、効果音制作を行った。その後、ビデオゲームで初となる「エアーコンバット22」の作曲を担当したのち、代表作の一つである「タイムクライシス」の作曲を行った。
2006年、会社から管理職の依頼を受けたことをきっかけとしてナムコを退職。同じくナムコに所属していた岡部啓一が設立した音楽制作会社であるMONACAに移籍した。ただ、その直後、MONACAに所属していた神前暁が『涼宮ハルヒの憂鬱』で大ヒットを収めたことで、ハルヒ関連の仕事で忙しくなってしまい、MONACAでの仕事の場を広げていくことができなかった。MONACA時代の代表作は「テイルズ オブ イノセンス」。4年間の活動を経て2010年にMONACAを退職し、フリーランスとしての活動を始める。
フリーランスでの活動では、アニメ『遊☆戯☆王ZEXAL II』の劇伴制作を行った。2015年には、タイムクライシスシリーズでは自身10年振りであった「タイムクライシス5」の楽曲制作を担当し、新井里美のアルバム『Friday Night Show』では自身初のプロデュースも務めた。

## 著作
- 中村和宏『本当に好きな音を手に入れるためのオーディオの科学と実践 失敗しない再生機器の選び方』SBクリエイティブ〈サイエンス・アイ新書〉、2016年3月16日。ASIN 4797368071。ISBN 9784797368079。